# Noordoost (Utrecht)
Noordoost is een van de tien stadsdelen (volgens de gemeentelijke indeling: wijken) van de gemeente Utrecht. Het stadsdeel heeft 40.044 inwoners (2025). Onder andere het Veeartsenijterrein, het Griftpark en de Voorveldse Polder liggen in Noordoost.

## Ligging
Noordoost wordt begrensd door:
- de spoorlijn Utrecht - Kampen in het noorden
- de Vecht en de Stadsbuitengracht in het westen
- de Biltstraat en de Biltstestraatweg in het zuiden
- de gemeentegrens met De Bilt in het oosten

## Wijken en buurten
Onder meer de volgende wijken en buurten maken deel uit van Noordoost:
- Lauwerecht
- Staatsliedenbuurt
- Tuinwijk
- Vogelenbuurt
- Wittevrouwen
- Zeeheldenbuurt
- Tuindorp
- Voordorp

### Gemeentelijke indeling
Volgens de gemeentelijke indeling bestaat Noordoost uit de volgende subwijken en buurten:
Ten zuiden van de Kardinaal de Jongweg:
- Votulast
  - Lauwerecht
  - Staatsliedenbuurt
  - Tuinwijk-West
  - Tuinwijk-Oost
  - Vogelenbuurt
- Wittevrouwen, Zeeheldenbuurt
  - Wittevrouwen
  - Zeeheldenbuurt, Hengeveldstraat en omgeving
  - Huizingabuurt, Karel Doormanlaan en omgeving

Ten noorden van de Kardinaal de Jongweg, inclusief de Voorveldse Polder:
- Tuindorp, Voordorp
  - Tuindorp, Van Lieflandlaan-West
  - Tuindorp-Oost
  - Voordorp, Voorveldse Polder

## Bezienswaardigheden
De buurt op en rond het Veeartsenijterrein, inclusief de F.C. Dondersstraat, valt onder het beschermd stadsgezicht Utrecht-Oost.

## Foto's

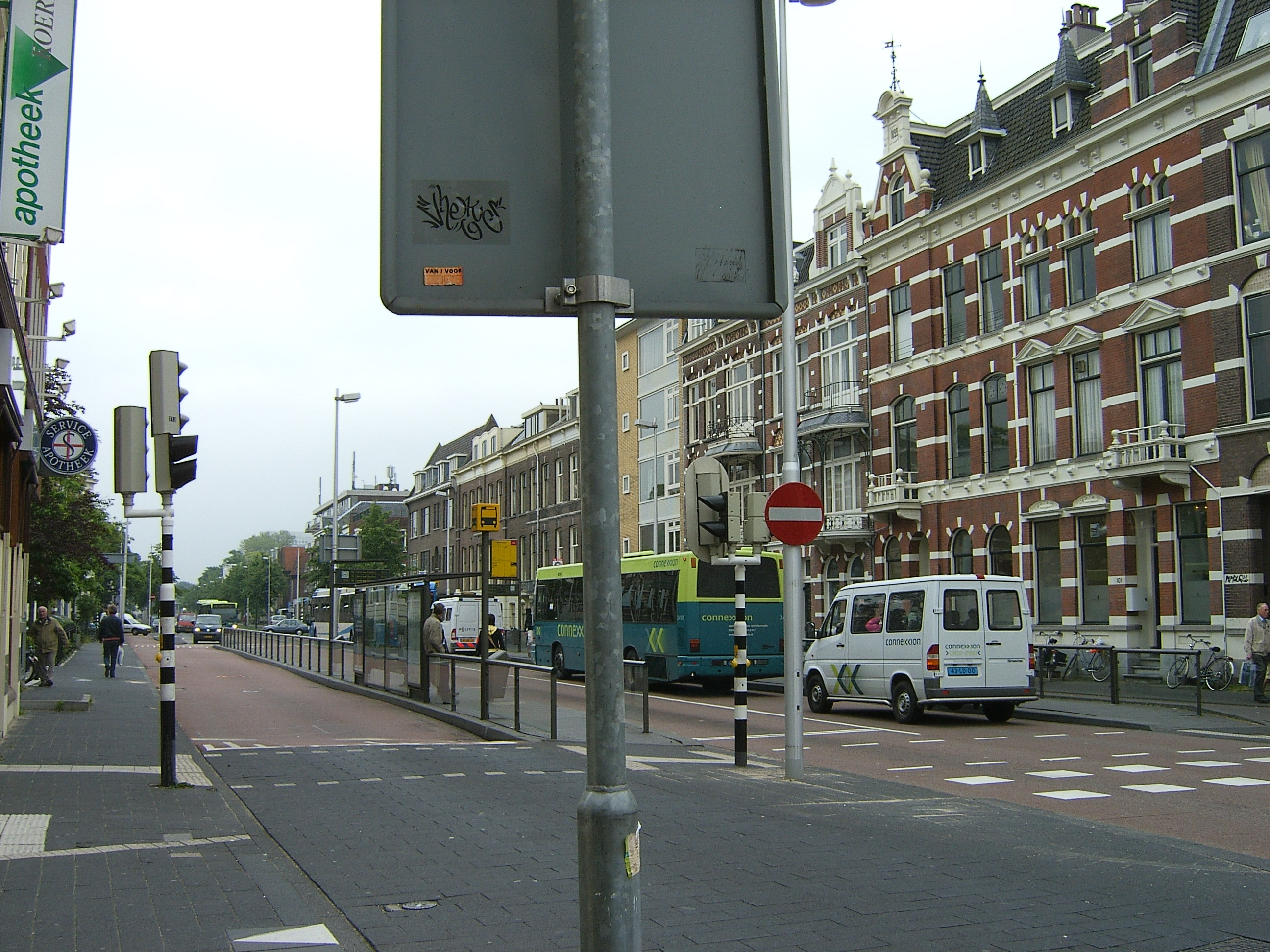
De Biltstraat
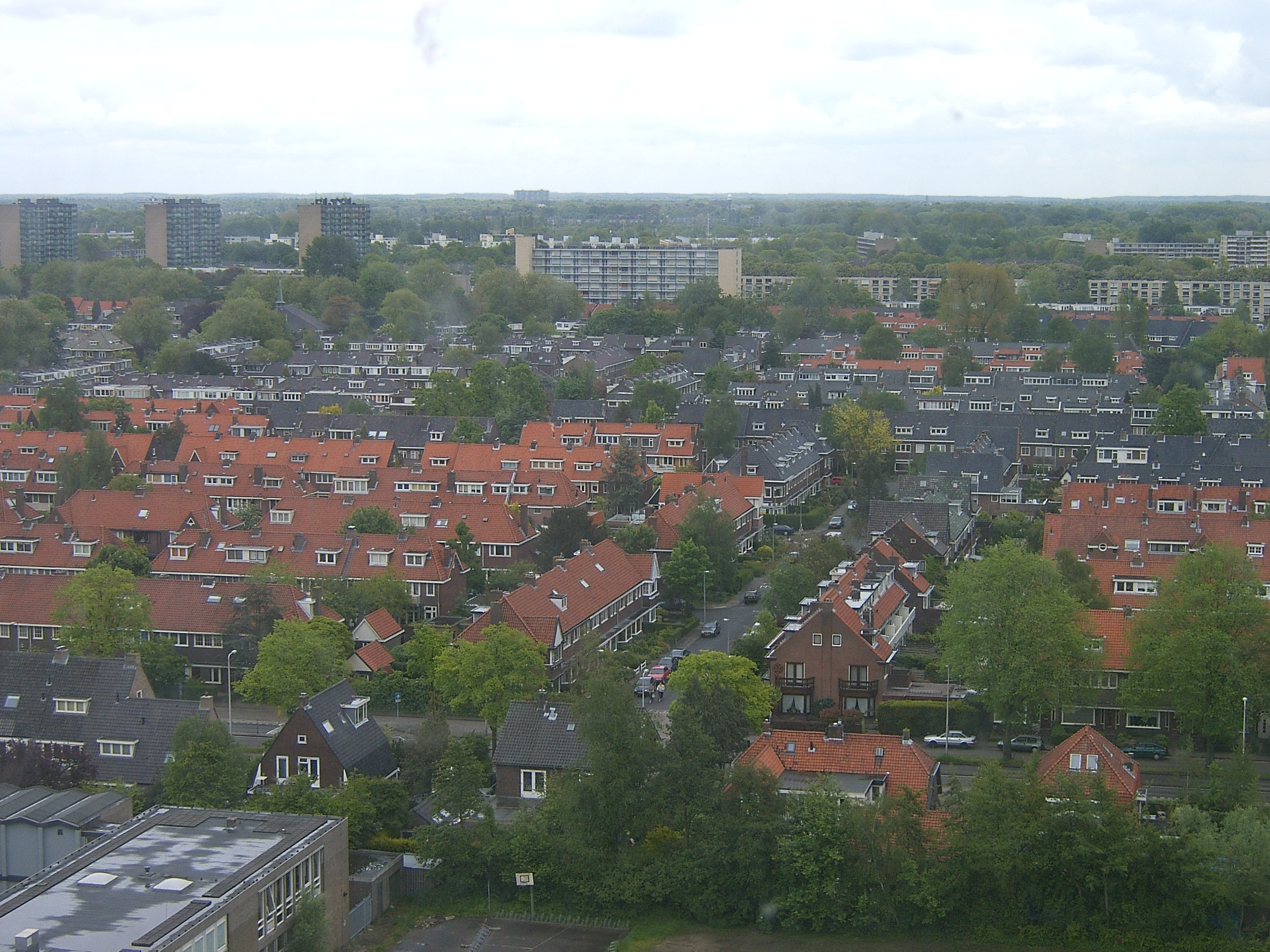
Tuindorp